# Diacheila polita
Diacheila polita – gatunek chrząszcza z rodziny biegaczowatych, podrodziny Elaphrinae i plemienia Elaphrini.

## Taksonomia
Gatunek został opisany w 1835 roku przez Feldermanna jako Blethsia polita.

## Opis
Ciało długości od 7 do 9 mm z metalicznie mosiężnym połyskiem. Przedplecze bez podłużnego wałeczka w pobliżu kątów tylnych. Punktowanie rzędów pokryw silne.

## Ekologia
Chrząszcz ten występuje na terenach bagnistych.

## Występowanie
Gatunek północnoholarktyczny. Występuje w Norwegii, północnej i północno-zachodniej części europejskiej Rosji. Poza Europą zasiedla: północny Ural, Kraj Krasnojarski, Kraj Chabarowski, Chamar-Daban, Sajan Wschodni, Obwód irkucki, Obwód czytyjski, Jakucję, Burjację, Obwód magadański, Półwysep Czukocki, Półwysep Kamczacki, rejon Amuru, Mongolię i Alaskę.